# Zgodovina filma

## Zgodnji in predzvočni film
Začetna leta filma so najprej veljala za primitivno, nezrelo dobo filma, ki je služila le vaji in počasnemu izboljševanju montaže, kadriranja  in pripovedi, na katerih temelji klasična hollywoodska kinematografija. Ta pogled se je korenito spremenil po letu 1980, za kar ima največ zaslug projekt Birghton, v katerega so bili vključeni številni raziskovalci. Prizadevali so si razložiti »razločno drugačnost« (Burch) prvih let, ko je film doživel svetovni razmah, v primerjavi z vsem, kar je sledilo ter dognati podrobnosti razvoja filmske pripovedi. Pod vprašaj so postavili prevlado in zgodovinsko neizbežnost hollywoodskega vzorca, tako da so preučili veliko filmov, ki so nastali izven ZDA. Nazadnje so na film pogledali še s perspektive igre, njenega razvoja in razpona v različnih družbenih okoljih.

### Film atrakcije
Zgodnji filmi so imeli »estetiko atrakcije«. To pomeni, da je bil njihov namen zbujati in tešiti radovednost v gledalcih z novostjo, presenečenjem, šokom.  Kot atrakcijo so prikazovali tehnične zmožnosti novega medija, spektakel človeških podob, prizore iz narave in razkošne, veličastne scene. Po navadi so prikazovali samo eno sliko ali zaporedje slik posnetih od spredaj, kot fotografije ali odrske predstave. Vse dogajanje je bilo postavljeno v en prostor, zaradi oddaljenosti, ki jo je zahteval enoten kot kamere pa so se osredotočali predvsem igri teles in ne toliko značajev. Posamezni bližnji posnetki so služili kot komični vložki ali triki. Na končni videz filma je imel velik vpliv način predvajanja posnetkov. Spremenjena hitrost, barvanje, dodajanje glasbe ali razlaga projekcije, vse to je lahko pomenilo veliko razliko. Teme je zgodnji film črpal predvsem iz množične kulture, ki se je v tistem času razmahnila po vsej Evropi in Severni Ameriki. V tem smislu je film otrok množične industrije, ki brez nje in izven nje ne more obstajati.

### Pripovedni film
Filmu atrakcije sledi prehodno obdobje, v katerem se pojavljajo elementi tako filma atrakcije kot pripovednega filma. Najprej se je morala spremeniti prostorska koherentnost, posamezne slike so se namreč umaknile prostorski sintezi posameznih, med seboj povezanih posnetkov. S tem je prišlo tudi do drugačnega časovnega prikaza – sosledičnosti, hkratnosti in notranje vzročnosti prikazanih dogodkov. Atrakcije, ki so prej služile estetičnosti prikazovanja, so se podredile razvoju pripovedi, v katerega so se vključili tudi izmenjava bližnjih prostorov in prečni prerezi kadrov. Do leta 1908/1909 so se francoski in ameriški filmi s spremenjeno scenografijo, kadriranjem in montažo že prilagodili vzročnosti dogajanja v filmih. Atrakcije so zamenjali ponavljanje, zavlačevanje, stopnjevanje napetosti in predvsem zaključki.
Vse te spremembe so povzročile, da je prikazovalec filmov izgubil vlogo, ki jo je imel pri predvajanju filma atrakcije. Zgodbo je moral namreč gledalec sam izluščiti iz filma, za ogled ni potreboval nobenega predznanja o temi filma ali razlage prikazovalca, kar je prineslo tudi vse več napisov (prvi je leta 1903 podnapise uvedel Pathé).

### Predvajanje filmov
Način predvajanja filmov se je po različnih državah in celo pokrajinah precej razlikoval. V Franciji in Veliki Britaniji so prve filme predvajali na podeželskih sejemskih predstavah in na mestnih muzikalih, v obeh primerih pa je predstava trajala dolgo časa, tudi do dve uri, in je vsebovala še druge elemente, ki so povezovali posnetke. Stalne kinodvorane so se v Franciji začele pojavljati leta 1907. V njih so vrteli daljše kino predstave, večje dvorane pa so kmalu začele tekmovati z muzikali in gledališči. V Omnia-Pathé v Parizu so po dvakrat na dan predvajali več kot 10 Pathéjevih filmov z orkestersko spremljavo. V Veliki Britaniji so se sejemske predstave najprej spremenile v »velike predstave« z umetelnimi kulisami zgrajenimi okoli orgel, šele leta 1909 pa so začeli postavljati prve dvorane v mestnih središčih. Tudi tu so predvajali predvsem Pathéjeve filme.
V obeh državah so bili dražji sedeži v ložah in galeriji namenjeni višjemu srednjemu sloju, ki je užival v polnem programu, gledalci iz nižjih slojev pa so si nepretrgan program lahko ogledali iz parterja. Obiski kino predstave je bil torej razredno pogojen, neke vrste statusni simbol.
V ZDA so filme sprva prikazovali v vodvilih ter na gostujočih sejemskih predstavah, kot le posamezno točko v daljši predstavi.  To se je sicer spremenilo s pojavom cenenih, družinskih vodvilov, priljubljenost filma pa je skokovito narasla po letu 1905 s pojavom nickeldeonov, cenenih filmskih dvoranic, v katerih so od popoldneva pa do poznega večera vrteli 20-30 minutne predstave, opremljene z glasbo. Nickeldeoni so postali priljubljena mesta za oddih od nakupovanja, priložnost za srečanje z nasprotnih spolom in celo krajevna družabna središča. Tudi ko so, po letu 1908, začeli odpirati večje kino dvorane in se je dolžina predstav podaljšala na 40-45 minut, so filme vrteli neprestano enega za drugim, vstopil pa si lahko kadarkoli. Za Američane je kino postal nekaj običajnega, vsakdanjega, vir užitkov, ki je bil dostopen vsakomur, kar se je zelo razlikovalo od takratnega evropskega dojemanja filmov. Poleg Pathéjevih tujih filmov so zelo hitro postali priljubljeni vesterni, ki so se od njih zelo razlikovali. Možno je, da so prav vesterni postavili temelje »ameriški šoli filmske drame«, poleg tega pa so tudi najočitnejši znak amerikanizacije v tistem času.  

### Posledice prve svetovne vojne
Prva svetovna vojna je bila tista, ki je ameriški filmski industriji v veliki meri omogočila širitev na svetovni trg. Med vojno so se začela združevati podjetja različnih strok, nastajati so začela velike združbe kot so Paramount, Fox, Universal, Goldwyn… V filme so vlagali vse več denarja, snemali so vse več igranih celovečercev, proizvodnja filmov je začela potekati po vzoru tovarniške proizvodnje, da bi zagotovili večjo učinkovitost. Po drugi strani pa je vojna v Evropi oklestila filmsko produkcijo in distribucijo, še posebej v Franciji, ki je bila do tedaj ena izmed vodilnih sil v filmski industriji. To je bila priložnost, ki jo je ameriška produkcija uspešno izkoristila. Do konca vojne so ameriški filmi obvladovali skoraj vse svetovne filmske trge, ter s tem pahnil v finančno stisko filmsko industrijo vseh drugih držav.
Te so se morale prilagajati »Hollywoodu«, ki je že postal sinonim za vso ameriško filmsko produkcijo, poskusi upora pa so bili zelo težko izvedljivi, saj so najboljši kadri v filmski industriji po letu 1920 množično bežali k temu gigantu.
Francija si je po vojni sicer počasi opomogla, vendar njena filmska industrija ni bila zbrana na enem mestu tako, kot v Ameriki, pač pa je bila sestavljena iz več različnih podjetji. Večja podjetja , le Pathe, Gaoumont in Aubert so nekaj časa vztrajali pri vseh področjih, leta 1925 pa so se tudi oni prodali MGM-u. Za to, da so se na platnih vrteli tudi domači, francoski filmi je poskrbel Cineromans, vodilni producenti pa so postala nova podjetja kot npr. Albatros, s kapitalom in osebjem ruskih priseljencev. Zgodnji hollywoodski filmi pa so vplivali tudi na nastanek francoskega impresionističnega filma, za katerega je značilno eksperimentiranje z optičnimi in slikovnimi efekti ter ritmično urejanje.
Še najbolje je ameriški prevladi konkurirala nemška filmska industrija, katere najbolj prepoznaven prispevek so temni, halucinatorni svetovi nemškega ekspresionizma, ki so povečali moč anti-realizma, na platno postavili notranja, duhovna stanja in močno vplivali na kasnejše grozljivke.

## Prihod zvočnega filma

### Prvi uspehi
Eksperimentiranje s tehnologijo zvočnega filma je bilo prisotno praktično že ves čas nemega filma, toda problema sinhronizacije in zadostne glasnosti je bilo težko premagati. Leta 1926 je hollywoodski studio Warner Bros predstavil sistem Vitaphone, ki je omogočal produkcijo kratkih filmov z dodanim posnetim zvokom. Konec leta 1927 je na platna prišel njihov Pevec jazza, ki je bil sicer večinoma nem, vseboval pa je prvi sinhronizirani dialog ter petje v irganem filmu. Film je doživel velik uspeh tako kot Luči New Yorka, prvi celotni sinhronizirani igrani film, ki so ga prav tako posneli pri Warner Brosu. Vitaphone-u so kmalu sledili drugi, naprednejši načini ozvočevanja filmov, ki so prepričali tudi sicer zadržane industrialce, da prihodnost leži prav v zvočnih filmih.

### Vpliv zvoka na industrijo
Sprememba iz nemih na zvočne filme je bila, vsaj v Ameriki, nenavadno hitra. Do konca leta 1929 je bil ozvočen skoraj ves Hollywood, z mnogimi konkurenčnimi zvočnimi sistemi. Popolna preobrazba v ostalem svetu je bila počasnejša, predvsem zaradi ekonomskih razlogov. Zvok še povečal prevlado večjih glavnih studijev v številnih državah: že sami stroški prehoda so bili preveč za manjša podjetja, medtem ko je novost zvoka pritegnila mnogo večje občistvo k ostalim producentom.
V primeru ZDA nekateri zgodovinarji kreditirajo zvok kot rešitelja Hollywoodskega sistema studiev med veliko gospodarsko krizo. Tako se je začela doba, ki jo pogosto imenujemo »zlata doba Hollywooda«. Nanaša se na obdobje, ki se začne z začetkom zvočnega filma in traja do poznih 40ih let 20. stoletja. To je doba, ko je ameriška filmska industrija dosegla vrhunec učinkovito proizvedenega glamurja ter svojo globalno privlačnost. O najboljših igralci te dobe zdaj pogosto govorimo kot o klasičnih filmskih zvezdah, kot so npr. Clark Gable, Katharine Hepburn, Humphery Bogart in seveda Shirly Temple.

### Estetski konflikt
Čeprav se današnjemu gledalcu zdi združenost zvoka in slike samoumnevana, pa so bili takrat mnogi mnenja, da med dvema izraznima sredstvoma, kot sta slika in zvok, obstaja določena estetska nestrpnost. Konec 20ih in 30ih let so skladnost slike in zvoka števini avtorji in teoretiki označevali kot hibridno ustvaritev, kot izdajo vsega, kar so ustvarili veliki umetniki nemega filma.
Nastopilo je namreč obdobje, ko si je film končno priboril enakovreden status s tradicionalnimi vejami umetnosti in veliki teoretiki so bili prepričani, da bodo uspela tista filmska gibanja, ki bodo spoštovala mehanizme izraznih sredstev, zasnovanih na teorijah montaže, na možnosti ekspresije velikega platna in sistemu različnih pomenov filmske slike. Vse to je namreč omogočalo učinkovito in utemeljeno obrambo proti obtožbam, da je film le mehanična reprodukcija realnosti. Tezo, da je film več ko le reprodukcija realnosti podroobno utemelji Rudolf Arnheim v knjigi Film kot umetnost, v kateri pa izrazi tudi svojo zadržanost do zvočnega filma. Pravi namreč: »Pričujočo Študijo je spodbudil občutek nelagodja, ki ga v avtorju vzbudi vsak govorni film in ki ga povečano poznavanje novega medija ni ublažilo. Gre za občutek, da nekaj ni prav: da imamo opravek s proizvodi, ki so zaradi notranjih načelnih nasprotji nezmožni resničnega obstoja. Zdi se, da je nelagodje posledica tega, da gledalčevo pozornost vleče v dve strani.« (Film Als Kunt, 1957) Zvok je v film namreč prinesel prav tisti surovi in vsiljivi realizem, ki so se mu skušali izogniti. 
Poleg tistih, ki so objokovali »razpad dovršene trdnjave slike« (Bazin), pa so obstajali mnogi, ki so prihod zvočnega filma pozdravili z navdušenjem, saj so v njem videli možnost obogatitve filma s še enim izraznim sredstvom. Sergej Eisenstein v Manifestu zapiše: »Ideal zvočnega filma, h kateremu smo tako dolgo stremeli, je zdaj dosežen.« Čeprav so bili njegovi somišljeniki od začetka v manjšini, je zvok kmalu prepričal tudi ostale.

### Kreativne posledice zvoka
William Wellman s filmoma Chinatown Nights in The Man I Love, Rouben Mamoulian z Applause in Alfreda Hitchcock s prvim britanskim zvočnim filmom Blackmail so bili med prvim režiserji, ki so zvočne filme naredili bolj tekoče in eksperimentirali z ekspresivno uporabo zvoka. Tako so se okoristili s tehničnim napredkom mikrofonov in kamer ter zmožnostimi urejanja in sihroniziranja zvokov po snemanju (namesto direktno ob snemanju), hkrati pa so tudi spodbujali njihov razvoj
.
Zvočni filmi so različne žanre poudarili in jim pomagali veliko bolj, kot so to storili nemi filmi. Najbolj očitno je bilo rojstvo, glasbenega filma oz. muzikla. Prvi klasični hollywoodski film je bil The Broadwy Melody (1929), katerega režiser/koreograf je bil Busby Berkeley. V Franciji je avantgardni režiser René Clair surrealistično uporabil pesmi in ples v komedijah kot npr. Le Million. Leta 1931 sta na platna prišla Dracula in Frankenstein, prva predstavnika gotskih grozljivk, ki jih je izdajal Universal Pictures, pozabiti ne smemo niti slavnega King Konga.
V tem času so postali popularni tudi ameriški gangsterski filmi, dialog pa je prevzel pomembnejšo vlogo v hollywoodskih komedijah: hitero, duhovito šaljenje, seksualni dvojni pomeni ali pa anarhaičen nesmiseln govor. Walt Disney je vstopil v igrane filme s prvim angleško govorečim animiranim filmom Sneguljčica in sedem palčkov.

### Zvočni film v Sloveniji
Prva redna projekcija zvočnega filma v Sloveniji je bila 27. februarja 1930 s premiero filma Nori pevec (The Singing Fool, 1928). Prelomni dogodek se je zgodil v ljubljanskem kinu Matica, ki je z opremo Western Electric postal prvi pravi zvočni kinematograf v Sloveniji.
Posebna novinarska zvočna projekcija je bila sicer že 28. januarja 1930, ko so v kinu Ljubljanski dvor predvajali film Moderni Faust (Midstream, 1929). Premiera zvočnega filma je bila »zaradi tehničnih zaprek« naslednji dan odpovedana.
Prvi zvočni film, naj bi v Sloveniji posneli v 1932, ko je podjetje Svetloton (Svjetloton) iz Zagreba posnelo filma Bela Ljubljana in  Velesejem v Ljubljani. Prvi igrani zvočni film je bil Na svoji zemlji 1948.

## Vojna in povojna leta
Želja po vojni propagandi je ustvarila renesanso v britanski filmski industriji z realističnimi vojnimi dramami kot so Forty-Ninth Parallel (1941), Went the Day Well? (1942), The Way Ahead (1944), poleg teh pa so obstajali tudi bolj lahkotni filmi kot The Life and Death of Colonel Blimp (1943), A Canterbury Tale (1944) ter Henry V (1944), ki temelji na Shakespearjevi istoimenski drami. Uspeh Sneguljčice pa je spodbudil Disneyja k proizvodnji novih animiranih filmov.
Ko se je Amerika zapletla v drugo svetovno vojno, je to v filmsko industrijo prineslo množico filmov, ki so vsebovali patriotizem in vojno propagando, opazni so bili tudi filmi s proti nacistično vsebino. Leta 1941 je bil posnet The Maltese Falcon Johna Hustona, ki danes velja za enega prvih filmov noir. Tega leta je bil izdan tudi Citizen Kane, ki je prinesel revolucijo v filmsko pripovedništvo ter s tem postavil temelje za moderne filme, zaradi česar je pogosto smatran kot največji film vseh časov. 
Kritika vojne pa je prinesla tudi interes v bolj fantastične subjekte, ki vključujejo britanske melodrame ( The Man in Grey, The Wicked Lady), grozljivke, ki jih je produciral Val Lewton (Cat People, Isle of the Dead). V tem času so vrhunec popularnosti dosegli tudi t. i. »ženski filmi« med njimi Now, Voyager, Random Harvest, Mildred Pierce. Po koncu vojne so zgodbe vojakov, ki so se vrnili in osebne izkušnje mnogih v filmski industriji privedle do filmov z vojno tematiko in do avtobiografskih filmov v kasnejših desetletjih.
V Italiji se je leta 1943 s filmom Ossessione začel italijanski neorealizem, ki pa ni trajal dolgo. Pomembnejše filme te vrste so posneli v 40ih, obdobje pa se je končalo leta 1952 s filmom Umberto D.

## 60. leta
V 60. letih se je začel propad hollywoodskega studijskega sistema, saj je bilo več filmov posnetih na lokacijah na drugih kontinentih ali pa v studiih v tujini. Tipični hollywoodski filmi so bili usmerjeni v družinsko občinstvo in so prinašali tudi največ denarja (Mary Poppins). 
V tem času je tako ameriška kot svetovna publika ponovno odkrila francoske, italijanske, švedske in druge tujejezične filme. Režiserji francoskega novega vala so pretrgali hollywoodsko pripovedno strukturo filmov (Les quatre cents coups, Breathless in Jules et Jim), velik uspeh je požel Fellinijev La Dolce Vita, prav tako uspešni pa so bile tudi Bergmanove švedske drame.
V Britaniji je »svobodni kino« proizvedel realistične in inovativne drame (Saturday Night and Sunday Morning, A Kind of Loving), nekateri drugi filmi pa so pomagali zmanjšati prepoved seksa in golote na filmskem platnu, prav ta dva sta skupaj z nebrzdanim nasiljem takoj zagotovila svetovno slavo Jamesu Bondu v njegovem prvem filmu Dr. No. 
Hollywoodov monopol je bil izzvan tudi v latinski Ameriki, doma pa je strah pred jedrskim orožjem privedel do filmov kot je Dr. Strangelove, ki so bili v nasprotju s prejšnjim neomajnim patriotizmom. Za dokumentarne filme so šestdeseta pomenila razcvet direktnega filma, opazovalnega načina snemanja filmov pa tudi nastop odprto partizanskih filmov o vietnamski vojni. 
Konec 60. so filmski ustvarjalci začeli snemati vse bolj inovativne, kreativne filme, ki so odsevali socialno revolucijo, ki se je odvijala v večini zahodnega sveta. Med te filme spadajo Bonnie and Clyde (1967), The Good, The Bad, The Ugly (1967), The Graduate (1967), 2001: A Space Odyssey (1968), Rosemary's Baby (1968), Midnight Cowboy (1969), Easy Rider (1969)… Bonnie and Clyde velja tudi za začetnika dobe novega Hollywooda.

## 70. leta: Novi Hollywood
Izraz Novi Hollywood označuje dobo, ki sledi propadu sistemskih studiev v 50ih in 60ih. V filmih se pojavlja nedvoumna seksualna vsebina, in vključujejo grafično nasilje. Za to obdobje so značilne nove metode drame in karakterizacije, ki se igrajo s pričakovanji publike, pridobljenimi med Zlato dobo: nejasno časovno zaporedje, vznemirjujoči izkrivljeni konci, glavne osebe se obnašajo moralno dvomljive, meje med protagonisti in antagonisti, torej med dobrimi in slabimi fanti so nejasne, zabrisane. Začetki post-klasičnega pripovedništva so bili opazni že v noir filmih v 40ih in 50ih (Rebel Without a Cause (1955)). Leto 1971 je bilo zaznamovano z izidom kontraverznih filmov kot so Straw Dogs, A Clockwork Orange, The French Connection,  Dirty Harry.
V 70ih se je hkrati z vzponom Auteur teorije pojavila nova skupina Američanov (Martin Scorsese, Francis Ford Coppola, Steven Spielberg, George Lucas), ki je posnela nekaj filmov, ki so prejeli odlične kritike in doživeli velik komercialni uspeh (Taxi Driver,  The Godfather, Jaws , Close Encounters of the Third Kind, Star Wars), prisotnih pa je bilo tudi nekaj velikih polomov.

## 80. leta
V 80ih so razcvet doživele videokasete, kar filmskim studiem sprva ni bilo všeč, šli so celo tako daleč, da so posedovanje videokaset poskusili legalno prepovedati, saj naj bi šlo za kršitev avtorskih pravic. To jim ni uspelo in prodaja in izposoja domačih videov je postala pomembna druga veja predvajanja filmov. Najpomembnejša hollywoodska režiserja večine 80ih sta bila Lucas in Spielberg, kar je pripeljalo do številnih imitacij njunega sloga. Nadaljevanja uspešnic so se vrstila: 2 nadaljevanji Vojne zvezd, 3 nadaljevanja Žrela, 3 filmi o Indiani Jonesu. Eden večjih uspehov desetletja je bil Spielbergov E.T. leta 1982, istega leta je izšel tudi Disneyjev Tron, v katerem je bila prvič obsežno uporabljena računalniška grafika.
Če je bilo desetletje uspešno za Hollywood, se je ameriški neodvisni film le s težavo prebijal naprej, kljub uspehom Martina Scorsesa (Ragin Bull, After Hours, The King of Comedy). Leta 1983 je Scareface prinesel veliko zaslužka in še več slave, še posebej Al Pacinu, glavnemu igralcu. Najbolj uspešen film obdobja pa je nedvomno Burtonova verzija Batmana s Jacksonom Nicholsonom v vlogi Jockerja. Britanski film je ponovno zaživel s prihodom družbe Goldcrest Films Davida Puttnama. Filmi Chariots of Fire, Gahndi, The Killnig Fields in The Room with a View so se priljubili predvsem povprečnim intelektualcem, ki jih je Hollywood vse bolj ignoriral. 
Začetki »blockbusterjev« sicer segajo že v sedemdeseta leta, svojo dokončo podobo, vključno z vse bolj pretiranimi oblikami oglaševanja, zlajnano zgodbo, velikimi filmskim zvezdami in številnimi nadaljevanji, pa je blockbuster dobil v 80ih. Premiere filmov so začeli predvajati istočasno v več kinodvoranah po državi, kar je še danes priljubljena oblika stopnjevanja napetosti in ustvarjanja pričakovanj. Veliki filmski kompleksi, ki so se začeli pojavljati so omogočili številna predvajanja glavnih blockbusterjev, manj mainsteamovski film pa, kljub pričajovanjem nekaterih, niso dobili priložnosti predvajanja.

## 90. leta
V 90ih so poleg nadaljevanja trendov iz 80ih v ospredje prišli še filmi s kopico posebnih učinkov kot so Terminator 2, Judgement Day, Titanic…
Kljub temu so imeli precejšen uspeh tudi neodvisni filmi npr. Sex, lies, and Videotape Stevena Soderbergha in Reservoir Dogs Quentina Tarantina. v povezavi z danskim filmskim gibanjem Dogma 95 so ustvarjalci filmov predstavili manifest za bolj »čisto« filmsko umetnost, vendar je gibanje, kljub svetovnem odobravanju prvih nekaj filmov, počasi  izzvenelo v prazno. »Neodvisne« filme so začele ustvarjati tudi družbe, ki so jih ustvarili večji ameriški studii prav z namenom, da bi ustvarjale proti-mainstreamovske filme. Eno bolj uspešnih, Miramax Films, je kupil Disney le leto preden je, leta 1994, na platna prišla Tarantinova uspešnica Pulp Fiction. Istega leta se je začelo trženje filmov in videov po internetu. Druga veja filmske industrije, ki je pridobila veliko publike so bili animirani filmi oz. po naše risanke, monopol nad katerimi je sprva imel Disney, prevlada računalniške animacije pa je prinesla konkurenco v Dreamworks Animations in 20th Century Fox. 
Konec 90ih se je začel tudi preusmeritev iz filmskih trakov na digitalno tehnologijo in DVDji so nadomestili videokasete na domovih in v izposojevalnicah.

## 2000
Novo tisočletje je prineslo velik komercialni uspeh dokumentarcev, še posebej s filmi Michaela Moora Bowling for Columbine in Fahrenheit 9/11, oživitev zanimanja za epske filme (Gladiator, Lord of The Rigs trilogy) in muzikle (Mulin Rouge), nadaljuje se trend nadaljevanj, filmov, posnetih po knjižnih uspešnicah in remakov starih uspešnic. Digitalizacija filma je pomenila tudi, da lahko praktično kdorkoli, ki zna upravljati z digitalno kamero, posname film, kot se je pokazalo s filmom Voices of Iraq, ki sta ga posnela Martin Kunert in Eric Manes.
Domači kino sistemi so postali vse bolj sofisticirani, prav tako DVDji namenjeni zanje. Zelo pereč je v zadnjem času problem avtorskih pravic, ki so dnevno kršene z »downloadanjem« filmov na internetnih straneh.